# Vladimir Musalimov
Vladimir Musalimov est un boxeur soviétique né le 31 décembre 1944 à Moscou en Russie et mort le 3 novembre 2013 à Louhansk en Ukraine.

## Carrière
Sa carrière amateur est principalement marquée par une médaille de bronze remportée aux Jeux olympiques de Mexico en 1968 en poids welters.

### Jeux olympiques
- Médaille de bronze en -69 kg aux Jeux de 1968 à Mexico

## Référence
1. ↑  (en) Résultats des Jeux olympiques 1968 (amateur-boxing.strefa.pl)